# Ralph K. Winter, Jr.
Ralph K. Winter Jr. (Waterbury, 30 de julho de 1935) é um juiz semi-aposentado do Segundo Circuito de Cortes de Apelação dos Estados Unidos.

## Educação e carreira
Winter se formou no Colégio Taft em 1953. Ele recebeu o seu Bachelor of Arts da Universidade Yale em 1957 e o seu bacharel em direito da Yale Law School em 1960. Ele atuou como aprendiz do juiz Caleb Merrill Wright do Tribunal Distrital dos Estados Unidos para o Distrito de Delaware de 1960 a 1961 e de Thurgood Marshall do Segundo Circuito de Cortes de Apelação dos Estados Unidos de 1961 a 1962. Ele atuou como um membro do corpo docente da Yale Law School de 1962 a 1982, como um pesquisador e palestrante de 1962 a 1964, como um assistente e um professor associado de 1964 a 1968 e como professor de direito de 1968 a 1982. Ele era um consultor do Subcomitê de Separação dos Poderes da Comissão do Senado dos Estados Unidos sobre o Judiciário de 1968 a 1972. Em Washington, D.C, foi conselheiro senior na Brookings Institution de 1968 a 1970, um bolsista da Bolsa Guggenheim de 1971 a 1972, um estudioso ajudante no American Enterprise Institute de 1972 a 1981 e um membro do Board of Trustees at the Brooklyn Law School.

## Juiz federal
O presidente Ronald Reagan nomeou Winter para um assento de juiz, anteriormente ocupado por Walter R. Mansfield, do Segundo Circuito de Cortes de Apelação dos Estados Unidos em 18 de novembro de 1981. Ele foi confirmado pelo Senado em 9 de dezembro do mesmo ano e recebeu sua comissão no dia seguinte. Ele trabalhou como Juiz Chefe de 1997 a 2000 e assumiu o status de juiz semi-aposentado em 30 de setembro de 2000. Ele foi um membro da Judicial Conference of the United States de 1997 a 2000. De 2003 a 2010, Winter também atuou como um dos três juízes da United States Foreign Intelligence Surveillance Court of Review.